# The Aquabats vs. the Floating Eye of Death! and Other Amazing Adventures Vol. 1
The Aquabats vs. the Floating Eye of Death! and Other Amazing Adventures Vol. 1 è il terzo album in studio del gruppo musicale statunitense The Aquabats, pubblicato nel 1999.

## Tracce
Tutte le tracce sono scritte dai The Aquabats, tranne dove indicato.
1. Sequence Erase – 3:10
2. Giant Robot-Birdhead – 3:34
3. Anti-Matter (The Aquabats, Scott Schultz) – 2:47
4. Lotto Fever – 3:29
5. Lovers of Loving Love – 2:42
6. Chemical Bomb – 3:08
7. The Man with Glooey Hands – 2:23
8. Monster's Wedding – 4:16
9. The Ballad of Mr. Bonkers – 3:42
10. Canis Lupus – 3:01
11. Tiny Pants – 3:10
12. The Thing on the Bass Amp – 4:14
13. Amino Man (Jacobs, Dexter Holland) – 2:51
14. Hello, Good Night – 3:36

## Formazione
- The MC Bat Commander (Christian Jacobs) - voce
- Crash McLarson (Chad Larson) - basso, voce
- Prince Adam (Adam Deibert) - sintetizzatore, tromba
- The Robot (James Briggs) - woodwinds, tastiere, voce
- Chainsaw Karate (Courtney Pollock) - chitarra
- Catboy (Boyd Terry) - tromba, voce
- The Mysterious Kyu (Charles Gray) - chitarra
- Doctor Rock (Gabe Palmer) - batteria